# Thaumastoptera stuckenbergi
Thaumastoptera stuckenbergi är en tvåvingeart som beskrevs av Alexander 1961. Thaumastoptera stuckenbergi ingår i släktet Thaumastoptera och familjen småharkrankar.
Artens utbredningsområde är Madagaskar. Inga underarter finns listade i Catalogue of Life.